# Rudá Hvězda Brno
TJ Rudá Hvězda Brno (Nederlands: TJ Rode Ster Brno) was een Tsjechische voetbalclub uit Brno. De club werd ook wel RH Brno genoemd.
De club werd in 1952 opgericht als politieclub en mocht meteen starten in de tweede klasse. TJ Spartak ZJŠ Brno, de traditionele club uit de stad belandde in de derde klasse en moest de betere spelers afstaan aan RH. In 1956 promoveerde de club naar de eerste klasse.
RH speelde 4 seizoenen in de hoogste klasse van Tsjecho-Slowakije. In 1960 won de club de Spartakíadní Pohár in de finale tegen Dynamo Praag, het huidige Slavia. Dit was nog niet de officiële versie van de Beker van Tsjecho-Slowakije maar dit verschafte wel een ticket voor de allereerste Europacup II. Na het seizoen 1960/61 fuseerde de club met Spartak ZJŠ Brno, het huidige FC Zbrojovka Brno.

## Naamswijzigingen
- 1952 – Oprichting als RH Brno (Rudá Hvězda Brno)
- 1953 – ÚD RH Brno
- 1954 – TJ RH Brno (Tělovýchovná jednota Rudá hvězda Brno)
- 1962 – fusie met TJ Spartak ZJŠ Brno

## Erelijst
| Europees                                 |    |      |
| Finalist van Donau Cup                   | 1× | 1958 |
| Nationaal                                |    |      |
| Winnaar van Spartakiádní fotbalový pohár | 1× | 1960 |

## Eindrangschikkingen
- 1957/58 - 7de
- 1958/59 - 5de
- 1959/60 - 10de
- 1960/61 - 12de

## RH Brno in Europa
#R = #ronde, 1/4 = kwartfinale, T/U = Thuis/Uit, W = Wedstrijd, PUC = punten UEFA coëfficiënten .
Uitslagen vanuit gezichtspunt Rudá Hvězda Brno
| Seizoen | Competitie   | Ronde | Land                                    | Club                | Totaalscore | 1e W    | 2e W    | PUC |
| ------- | ------------ | ----- | --------------------------------------- | ------------------- | ----------- | ------- | ------- | --- |
| 1958    | Donau Cup    | 1/8   | Vlag van Hongarije                      | Salgótarján BTC     | 4-2         | 3-0 (?) | 1-2 (?) | –   |
|         |              | 1/4   | Vlag van Joegoslavië                    | Vojvodina Novi Sad  | 0-0 (k)     | 0-0 (?) | 0-0 (?) | –   |
|         |              | 1/2   | Vlag van Tsjecho-Slowakije              | Tatran Prešov       | 3-0         | 3-0 (?) | 0-0 (?) | –   |
|         |              | F     | Vlag van Joegoslavië                    | Rode Ster Belgrado  | 7-3         | 1-4 (?) | 2-3 (?) | –   |
| 1960/61 | Europacup II | Vr    | Vlag van Duitse Democratische Republiek | ASK Vorwärts Berlin | 3-2         | 1-2 (U) | 2-0 (T) | 4.0 |
|         |              | 1/4   | Vlag van Joegoslavië                    | Dinamo Zagreb       | 0-0         | 0-0 (T) | 0-2 (U) | 4.0 |

Totaal aantal punten voor UEFA coëfficiënten: 4.0